# U.S. Indoor National Championships 1982
Lo U.S. Indoor National Championships 1982 è stato un torneo giocato sul sintetico indoor del Racquet Club of Memphis a Memphis nel Tennessee. 
È stata la 81ª edizione del Torneo di Memphis, facente parte del Volvo Grand Prix 1982.

## Campioni

### Singolare maschile
Johan Kriek ha battuto in finale  John McEnroe con il punteggio di 6–3, 3–6, 6–4.

### Doppio maschile
Kevin Curren /  Steve Denton hanno battuto in finale  John McEnroe /  Peter Fleming con il punteggio di 6–4, 7–5.